# Magaliella punctata
Magaliella punctata là một loài bọ cánh cứng trong họ Cerambycidae.